# 台灣芭蕉
台灣芭蕉（學名：Musa itinerans var. formosana）是阿宽蕉的变种，为台灣特有種，別名山芎蕉、大蕉。產於台灣低海拔山區，高約2公尺，性喜陰濕。目前尚未引進人工栽培。